# Паралёт

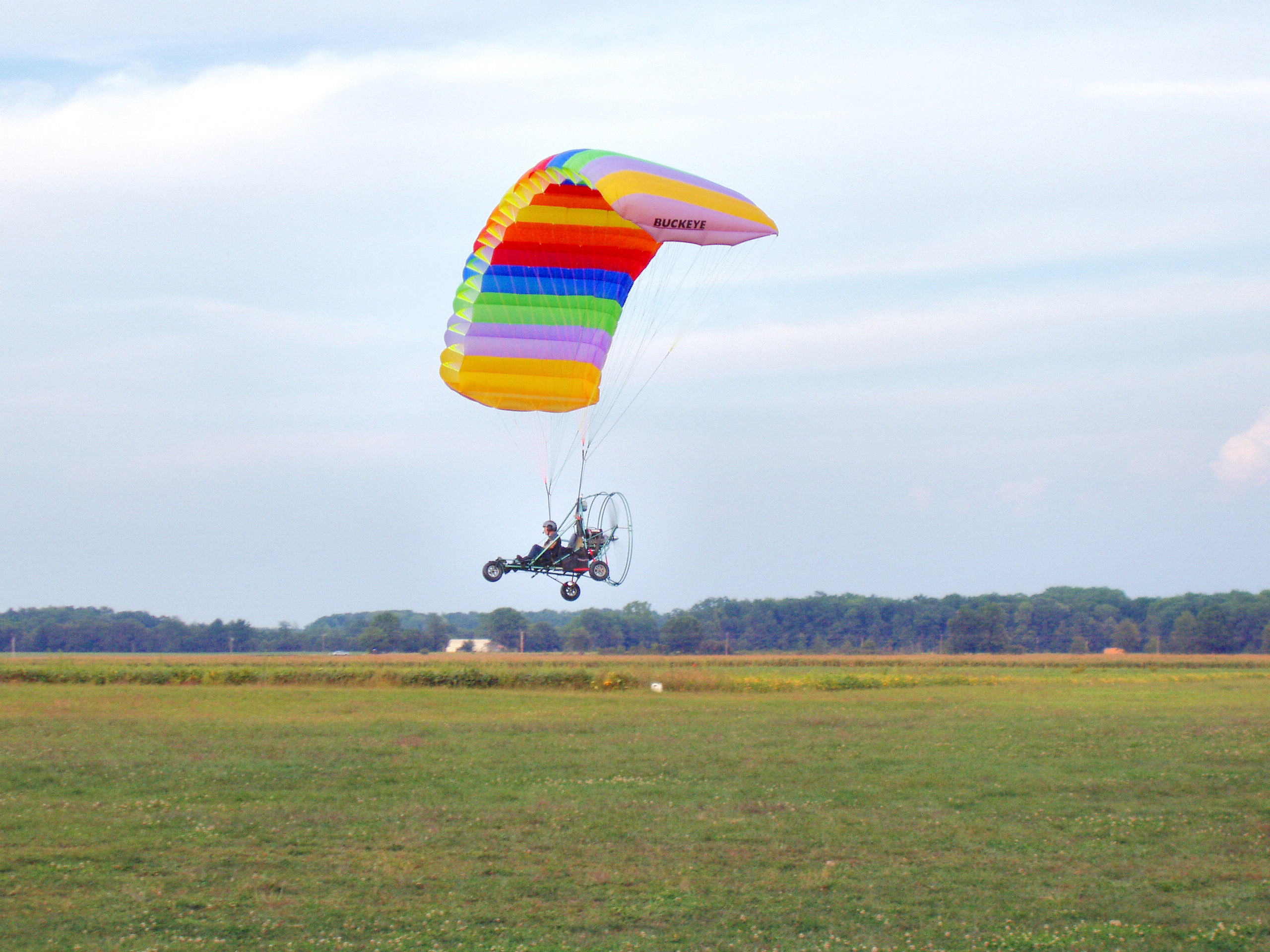
Паралёт c парашютным крылом в полёте является аналогом аэрошюта

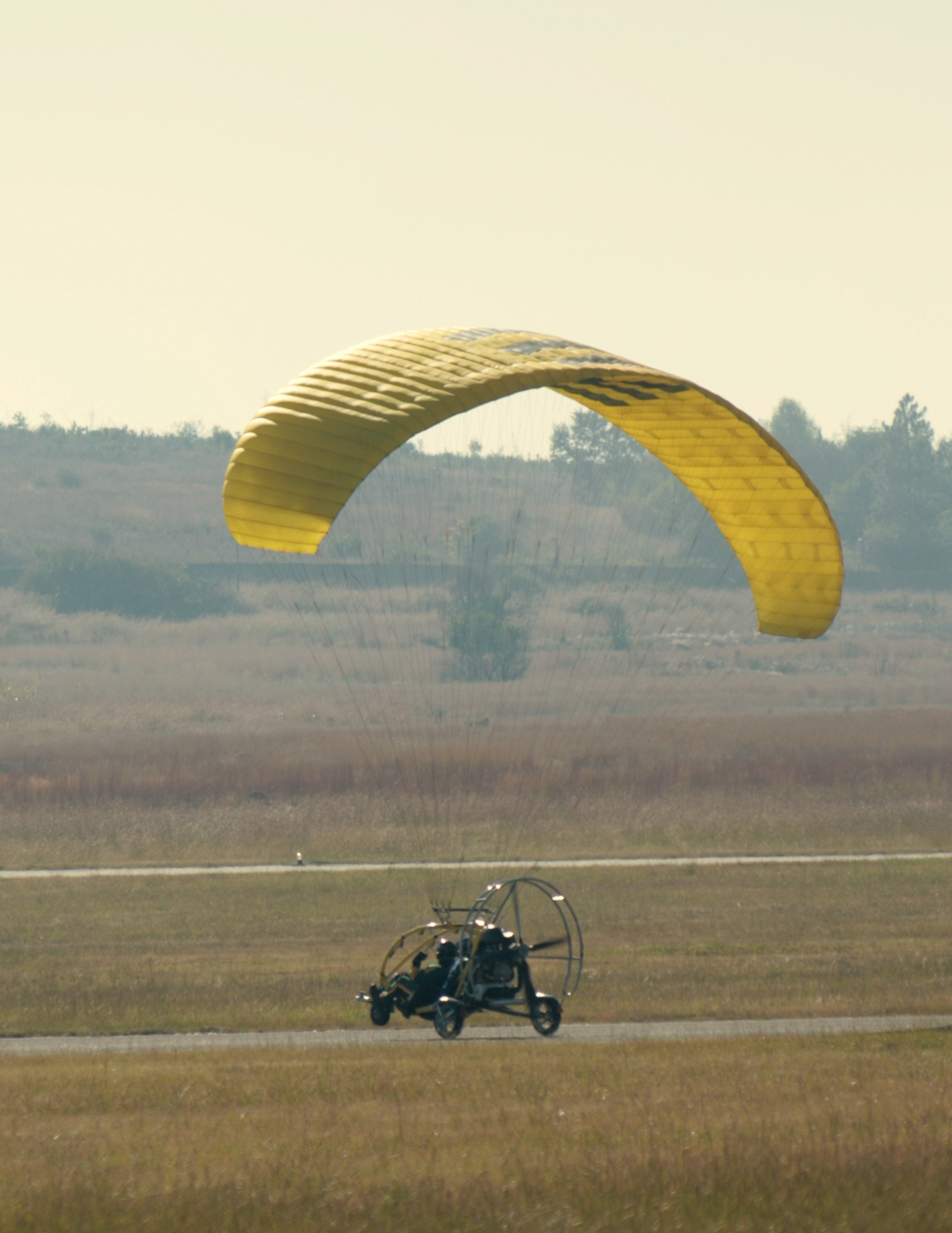
Паралёт c парапланерным крылом на посадке

Паралёт, или аэрошют, или паратрайк — моторный летательный аппарат с крылом нежёсткой (парашютной) конструкции, оснащенный колёсной либо лыжной тележкой, на которой располагается пилот. 

## Конструкция
Состоит из двух модулей:
- серийный параплан или его специальная версия;
- упрощённая в сравнении с дельталетом тележка, включающая силовую раму, шасси, сиденье пилота, оборудование и пр., на ней же монтируется силовая установка.

## Разновидности
В некоторых случаях разделяют паралёт и аэрошют. Паралёт состоит из тележки с менее мощной силовой установкой, а в качестве крыла используется серийный параплан-тандем с управлением руками (клевантами). Аэродинамическое качество паралёта выше, чем у аэрошюта.
Аэрошютная тележка снабжена более мощным мотором (из-за большего сопротивления крыла) и управление крылом выведено на ноги. Аэрошютное крыло более стабильно, но менее манёвренно, чем парапланерное. 

## Рекорды
Мировой рекорд на дальность беспосадочного перелета на аэрошюте принадлежит украинским пилотам. 24 октября 2012 года Павел Есипчук вместе с Дмитрием Есипчуком пролетели из Киева в Крым, преодолев в общей сложности 663,64 км за 8,5 часов.